# Carmagnola
Carmagnola é uma comuna italiana da região do Piemonte, província de Turim, com cerca de 24.670 habitantes. Estende-se por uma área de 96 km², tendo uma densidade populacional de 257 hab/km². Faz fronteira com Poirino, Villastellone, Carignano, Lombriasco, Ceresole Alba (CN), Racconigi (CN), Sommariva del Bosco (CN), Caramagna Piemonte (CN).

## Demografia
| Variação demográfica do município entre 1861 e 2011                               |
|                                                                                   |
| Fonte: Istituto Nazionale di Statistica (ISTAT) - Elaboração gráfica da Wikipedia |